# Боэмунд III (князь Антиохии)
Боэмунд III Заика (фр. Bohemond III d'Antioche; не ранее 1142 и не позднее 1149 или 1144 — 1201) — князь Антиохии с 1160 года.

## Биография

Государства крестоносцев в конце XII века

Сын Констанции Антиохийской и её первого мужа Раймунда де Пуатье. В 1160 году Боэмунд достиг совершеннолетия и заявил матери Констанции о своих правах на престол. Его провозгласил князем король Иерусалима. Констанция не захотела уступать власть и в 1163 году обратилась за поддержкой в Киликию, однако жители Антиохии взбунтовались, изгнали Констанцию, а Боэмунд III стал князем.
В 1164 году во время битвы при Хариме Боэмунд попал в плен к Нуреддину, после чего граница между Антиохией и Алеппо переместилась и стала проходить по реке Оронт. После того, как в 1165 году за Боэмунда был уплачен огромный выкуп, он вернулся в Антиохию и вскоре женился на одной из племянниц Мануила I Феодоре.
В 1194 году он вновь был пленён — на этот раз армянским царем возле Баграса; для его освобождения понадобилось специальное прибытие в Сис короля Иерусалима Генриха Шампанского. Условием освобождения стал отказ Боэмунда III от притязаний на Баграс и брак его старшего сына Раймонда с Алисой, племянницей киликийского царя Левона II, дочерью Рубена III.

## Браки и дети

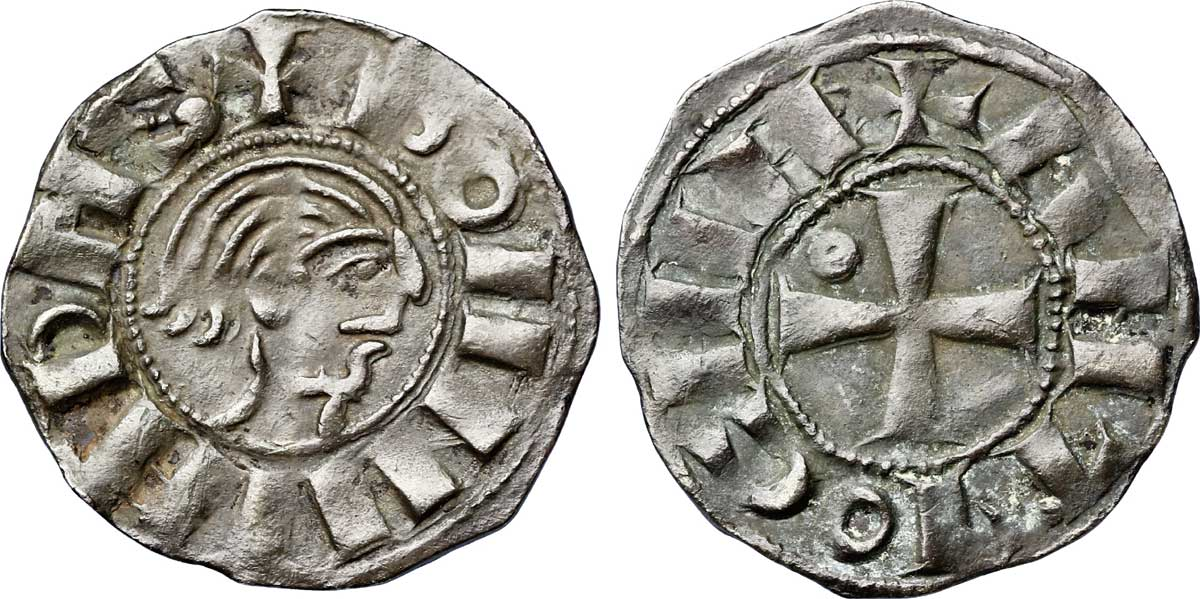
Денье с изображением Боэмунда III

1-я жена: Оргуэллиса д’Аренк (развод после марта 1175 года). Дети:
- Раймунд IV (умер в 1198), граф Триполи в 1187—1189 годах, регент Антиохии в 1193—1194 годах[6].
- Боэмунд IV (умер в марте 1233), князь Антиохии в 1201—1205, 1208—1216, 1219 — 1233 годах, граф Триполи с 1189 года[6].

2-я жена: между 1175  и 1177 годами Феодора Комнина, возможно, дочь Иоанна Дуки Комнина (развод в 1180 году). Дети:
- Констанция Антиохийская (умерла в младенчестве)[6].
- Филиппа Антиохийская; муж: Балдуин Патриарх[6].
- (?) Мануэль Антиохийский (умер 27 июня 1211)[6].

3-я жена: с 1181 года Сибилла (умерла в 1216), вдова Мансела (развод в 1194/1195 году). Дети:
- Алиса Антиохийская; муж: с декабря 1204 года Ги I Эмбриако[англ.] (умер в 1233), сеньор Гибелета[6].
- Гильом Антиохийский[6][8].

4-я жена: с 1194/1195 года Изабелла Фарабельская (умерла после декабря 1216), племянница Готье Ледура, маршала Иерусалимского королевства. Дети:
- Боэмунд Антиохийский[англ.] (умер в 1244), сеньор Ботруна[англ.][6].
- Эшива Антиохийская (умерла в младенчестве)[6].